# Disciphania convolvulacea
Disciphania convolvulacea är en tvåhjärtbladig växtart som först beskrevs av Poeppig, och fick sitt nu gällande namn av Friedrich Ludwig Diels. Disciphania convolvulacea ingår i släktet Disciphania och familjen Menispermaceae. Inga underarter finns listade i Catalogue of Life.